# Нивхская мифология
Ни́вхская мифоло́гия — мифология нивхов, малочисленного народа, проживающего в устье Амура и на Сахалине. Впервые отдельные фольклорные сказания (тылгунд) были зафиксированы как устная традиция Б.О. Пилсудским и опубликованы Л.Я. Штернбергом. В дальнейшем фольклор нивхов собирался и обрабатывался А. Веселовским, Е. А. Крейнович, Г. А. Отаиной, В. Санги. По мнению Веселовского, нивхский эпос к моменту начала его изучения окончательно не сложился, противоположного мнения придерживается нивхский писатель и исследователь фольклора Санги. Из-под пера последнего выходят различные нивхские легенды и сказания в литературной обработке.
Тематика нивхских сказаний весьма характерна: это мифы о луне и солнце, сказания об обретении удачи и отношениях с потусторонним миром. Несмотря на сюжеты о битвах с лесными, горными, таёжными, подземными народами, в целом героическая составляющая в мифологии отсутствует.
Помимо тылгунд, встречаются также настунд — миф-импровизация, кер-аинд — краткое эпическое сказание, сказки о животных.
Интересно, что в одной из легенд, записанных Пилсундским, присутствует известный в различных мифологиях сюжет о vagina dentata — влагалище с зубами.